# Grémio Sportivo Castilho
El Grémio Sportivo Castilho es un equipo de fútbol de Cabo Verde, de la ciudad de Mindelo. Juega en el Campeonato regional de São Vicente.
El club fue fundado por un grupo de estudiantes. El origen del nombre del club es en honor al poeta portugués, António Feliciano de Castilho.

## Historia
En el año 1973 finaliza como campeón de la liga de São Vicente y juega el campeonato nacional donde termina como campeón siendo el mayor logro conseguido por el club.

## Estadio
El Grémio Sportivo Castilho  juega en el Estadio Adérito Sena, el cual comparte con el resto de equipos de la ciudad, ya que en él se juegan todos los partidos del campeonato regional de São Vicente. Tiene una capacidad para 5 000 espectadores.

## Palmarés
- Campeonato caboverdiano de fútbol: 1

1973
- Campeonato regional de São Vicente: 2

1973 y 1974

## Otras secciones y filiales
El club dispone de secciones en otros deportes como tenis, cricket, atletismo y baloncesto.